# 伍佑街道
伍佑街道，是中华人民共和国江苏省盐城市亭湖区下辖的一个乡镇级行政单位。

## 行政区划
伍佑街道下辖以下地区：
繁荣社区、民主社区、洋桥社区、伍北社区、黄巷村、构港村、伍东村、三星村、伍西村、宏心村、武林村和福兴村。